# Port lotniczy Maupiti
Port lotniczy Maupiti – port lotniczy położony na wyspie Maupiti, należącej do Polinezji Francuskiej.

## Linie lotnicze i połączenia
| Linia Lotnicza | Kierunek                           |
| -------------- | ---------------------------------- |
| Air Tahiti     | 1. Bora Bora 2. Papeete 3. Raiatea |